# 유플라이 얼라이언스
유플라이 얼라이언스(영어: U-FLY Alliance, 중국어: 優行聯盟)는 없어진 항공동맹이다. 세계 최초의 저가 항공사 간의 항공 동맹이다. 2016년 1월, 홍콩 익스프레스 항공, 럭키 에어, 우루무치 항공, 서부항공이 창설하였다. 2016년 7월 24일, 이스타항공이 동맹에 참여하였다.